# Barranc de Santa
El barranc de Santa és un barranc afluent de la Noguera Pallaresa. Discorre íntegrament pel terme de Conca de Dalt, al Pallars Jussà, però neix a l'antic terme d'Hortoneda de la Conca, i després davalla cap a l'antic municipi de Claverol.
Es forma a 864,5 m. alt. en un fons de vall ran de la carretera de Claverol (Conca de Dalt) a Hortoneda, a sota de l'extrem sud del Roc de Santa, per la unió de diversos barrancs de muntanya, entre els quals destaca la llau dels Carants, formada per la llau del Goteller i la llau de la Gargalla.
Des d'aquell lloc davalla cap al nord, lleugerament decantat cap a ponent, i discorre pel costat de ponent de l'espectacular Roc de Santa, des d'on, sempre en la mateixa direcció, passa pel Solà de Santa, i rep per l'esquerra el barranc de la Solaneta.
S'aboca a la Noguera Pallaresa en territori de Sossís, a prop i a llevant de la Borda del Ros, de l'antiga caseria de Gramuntill, pertanyent al terme municipal de la Pobla de Segur.